# Володимир-Волинська ЗОШ I-III ст. №1

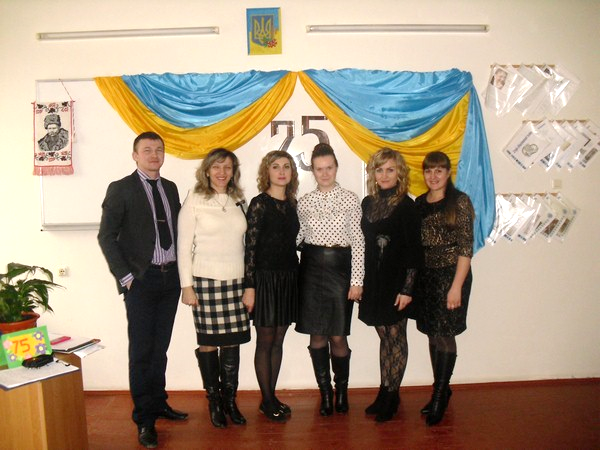
Відзначення 75-річчя Володимир-Волинської ЗОШ І-ІІІ ст. № 1

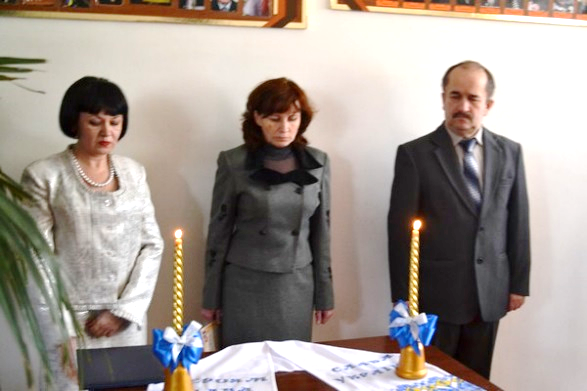
Відзначення 75-річчя Володимир-Волинської ЗОШ І-ІІІ ст. № 1

Володимир-Волинська ЗОШ І-ІІІ ступенів № 1, одна з провідних шкіл Володимира, яка була заснована у 1939 році та функціонує до цього часу.
У ній навчається близько 400 учнів. Педагогічний колектив складає 69 осіб. З них: 49 осіб — педпрацівники. Навчальний заклад має високий рівень забезпечення матеріальної базою.
Школа неодноразово завойовувала призові місця на спортивних змаганнях, перемагала у міських олімпіадах тощо. У ній регулярно проводяться культурно-масові заходи, відкриті заняття, виставки, ярмарки. Учні ЗОШ № 1 дуже часто долучаються до волонтерської роботи міста, беруть участь у благодійних акціях.
І ось уже 75 років Володимир-Волинська ЗОШ виховує та навчає у своїх стінах молоде поокоління нашого міста. Для святкування визначної події зібралось багато гостей, серед яких: директори шкіл м. Володимира-Волинського, представники з міської ради, начальник міського управління освіти Д. А. Здіховський, випускники-ветерани та багато інших.
27 лютого 2015 року було проведено урочисту лінійку, присвячену святкувванню 75-ї річниці від дня заснування ЗОШ № 1, на якій було відкрито історичний куточок.
На заході виступили учні та вчителі школи, які пригадали її історичний шлях. Із словами привітання виступив начальник управління освіти Здіховському Д. А., який є випускником даної школи.
Хвилиною мовчання та запаленою свічкою було вшановано пам'ять загиблих у АТО випускників першої школи. Після урочистої лінійки усіх гостей зібрали у одному з шкільних класів, де було продемонстровано презентацію про сучасну ЗОШ № 1 та її досягнення.
На жаль, через важку ситуацію у нашій країні, ця подія не була такою святковою та урочистою, як би хотілося, не було проведено раніше запланованих концертів, адже на першому плані в усіх сьогодні стоїть доля нашого майбутнього покоління та збереження миру у нашій державі.